# Храм Святителя Николая (Вичуга)
Николаевская (Троицкая) церковь в Вичуге — православный храм в селе Вичуга Кинешемского уезда Костромской губернии, построенный в 1801 году. Полностью уничтожен в середине 1950-х годов. Архитектором считается итальянский зодчий Гауденцио Маричелли. Вместе с примыкающей Торговой площадью, на которой располагались каменные и деревянные торговые постройки, отчасти принадлежащие самой церкви, входила в единый архитектурный комплекс с дворцово-парковым ансамблем усадьбы С. П. Татищева.

## История
Первые упоминания о храмах в селе Вичуге относятся к началу XVII века. В церковных книгах упоминаются: «Цер Николы чудотв. въ Вичуской волости». В челобитной грамоте 1703 года указано, что в Вичуге было две церкви: Николая Чудотворца и Дмитрия Солунского с приделами Параскевы Пятницы и Сергия Радонежского и обе они сгорели. В прошении от 1715 года говорится:
у нас, раб твоих, построена по твоему государеву указу церковь вновь во имя Николая Чюдотворца и ныне ко освящению в готовности.
Позднее, за 1746 год, внесена следующая запись:
Николая чуд. да Дмитрiя Селунскаго въ Кинешемскомъ уѣздѣ в сѣлѣ Вичугѣ на рѣчкѣ ВичугѣПлесская десятина жилых данных церквей и пустовых церковных земель. 1628—1710 и 1722—1746 гг.
В Статистических сведениях Костромской епархии, а село Вичуга в конце XVIII века относилось к Кинешемскому уезду Костромской губернии, упоминается каменная церковь с такой же колокольней построенные в 1801 году на средства владельца села Вичуги — Сергея Павловича Татищева, отчасти на деньги церковной общины. Кроме самой церкви упоминаются так же каменная ограда и иные постройки: каменная лавка для продажи церковных свечей; две каменных кладовых; дом, устроенный для помещения училища приходских детей и келья для охранения (сторожка). С принадлежащих церкви строений приход получал 1 367 рублей годового дохода.
В различных источниках храм именуется различно: церковь Троицы Живоначальной и Троице-Никольская церковь, Свято-Николо-Троицкая церковь. В официальных издания Костромской епархии этот храм именуется сначала «Церковь Святителя Николая», позднее «Николаевская церковь». У Козловского — Троицкая.
В связи с тем, что не дошли документы прямо указывающие на имя архитектора, длительное время предполагалось, что автором проекта мог быть Костромской губернский архитектор П. И. Фурсов. В своей статье «Вичуга» краевед А. Д. Козловский упоминает не только богатый и красивый храм, построенный на средства С. П. Татищева, но и «собственного его весьма искусного Архитектора».
В настоящее время автором проекта считается Гауденцио Маричелли. Ивановский краевед Л. А. Шлычков утверждает, что Маричелли так же проектировал и стоящий напротив церкви через площадь дворец С. П. Татищева, и прилегающий к нему садово-парковый ансамбль с круглым прудом. Сохранился рисунок А. Кореонова «Село Вичуга в 1855 году», где на заднем плане в правой части изображена церковь, а в левой дом Татищева.
О связи архитектора Маричелли с Вичугой говорят и документы о строительстве иных объектов, в частности Церкви Рождества Богородицы в селе Михайловском. В частности мастерами по выделке кирпича, изготовлению иконостасов и прочего внутреннего убранства указываются крестьяне с. Вичуга и дворовые Татищева, а ответственным за подряд Маричелли.
28 марта 1936 года собрание колхоза им. Буденого постановило колокола на церкви Сергия Радонежского «снять и сдать государству для укрепления обороноспособности и развития тяжелой индустрии». Аналогичное решение от 17.06.1936 г. принимает и собрание рабочих поселковой фабрики.
Ровно через год (11 июня 1937 года) президиум Ивановского облисполкома утверждает решение Вичугского райисполкома «о прекращении церковного звона в Старой Вичуге и о снятии колоколов с Николаевской церкви».
8 апреля 1939 года Вичугский райисполкома принимает решение об изъятии Николаевского храма у церковной общины и оставлении верующим одного молитвенного здания — кладбищенской церкви имени преподобного Сергия Радонежского.
09 октября того же года президиум Ивановского облисполкома постановил церковь, как культовое сооружение, ликвидировать, но как здание оставить и передать Вичугскому райисполкому для размещения в нем кинотеатра.
Вопреки указанному постановлению в 1955 году церковь была полностью уничтожена. На этом месте находится поселковая пекарня, пункт приёма вторсырья, хозяйственные постройки. Кладовые и торговые постройки у южного и северного фасада частично сохранились. В северной располагается поселковая пекарня, в южной размещены магазины.

## Духовенство
Списков духовенства данной церкви не сохранилось. Ниже приводятся сведения о священниках на основании Синодика, составленного по сохранившимся метрическим книгам.
1831
- Настоятель: протоиерей Барнов Николай Алексеевич
- Священник Обритский Николай
- Священник Беликов Иоанн Иванович
- Священник Лаговский Александр Михайлович

с 1832 по 1870 годы
- Протоиерей Беликов Иоанн (до 1860)
- Священник Борков Дмитрий
- Священник Гоговский Александр
- Священник Беликов Василий Дмитриевич (1815-09.02.1867)
- Протоиерей Горицкий Александр (до 1862)
- Священник Лебедев Дмитрий (с 1854)

1871
- Протоиерей Горицкий Виктор Абрамович
- Священник Остороумов Иоанн Егорович
- Священник Муравьев Николай

Прочие священнослужители
- Священник Горский Павел
- Священник заштатный священник Вичуговский Иоанн (1789—31.01.1846)

## Описание
Строительных планов, чертежей и иной документации не сохранилось. Но имеющиеся фотографии показывают каким был утраченный храм. В плане Николаевская церковь имела форму вытянутого прямоугольника, ориентированного по сторонам света. Такая форма православного храма считается традиционной и называется «Кораблем». В христианской символике храм—корабль уподобляется Ноеву ковчегу, спасающему верующих в «бушующем житейском море».
Восточный фасад оформлен выступающей полукруглой апсидой, на конхе которой расположен небольшой глухой барабан, увенчанный главкой луковичной формы, установленной на небольшой конусной «ножке». По форме и пропорциям она повторяет пятиглавие, венчающее основной объем храма, но отличается меньшими размерами.
Основной объем (средняя часть) представляет собой канонический четверик, перекрытый сводом, в центре которого на круглой шейке, прорезанной арочными окнами, установлен центральный купол (глава) храма. В верхней части по углам четверика расположены четырехгранные глухие барабаны, увенчанные главами луковичной формы на конусообразных «ножках». В нижней части по сторонам, обращенным наружу от свода, барабаны украшены треугольными фронтонами, карнизы которых соединяются с карнизом свода, опоясывающим храм по всему периметру. Над фронтонами располагаются декоративные «ложные окна» — ниши сферический формы. По христианской традиции храм с четырьмя главами и центральной-пятой, приподнятой над остальными, символизирует четырех евангелистов с Христом в центре. Под сводом на уровне второго яруса в северной, западной и южной стенах прорезаны трехчастные окна сферической формы, над которыми слева, и справа расположены круглые декоративные филёнки имитирующие окна. Углы верхнего яруса оформлены сплошным выступающим рустом на котором сделаны декоративные ниши в форме прямоугольных окон с имитацией треугольного фронтона над и небольшого карниза под ним. Южный и Северный фасады нижнего яруса срединной части храма оформлен классическим шестиколонным портиком тосканского ордера. Антаблемент гладкий, не декорирован. Венчает портик треугольный фронтон, по карнизу и скатам оформленный дентикулами — «сухариками».
К западной стене пристроена прямоугольная трапезная, заканчивающаяся крытой папертью. На кровле паперти симметрично апсиде Восточного фасада установлена небольшая главка-луковичка, а по сторонам парные двухколонные портики. Из трапезной же «вырастает» трёхъярусная колокольня. Два нижних яруса сделаны в виде арок, в плане имеют форму квадрата со скошенными углами. При этом на первом ярусе они оформлены выдающимися двухколонными тосканского ордера портиками без фронтона, а на втором полуколоннами в том же стиле. Арки первого яруса оформлены ленточным рустом и рельефным замковым камнем. На втором ярусе, где размещались колокола, арки оформлены скромнее-лишь небольшой выпуклой филёнкой. Зато в проемах арки установлены ограждения в виде узорчатых решеток, что создает эффект того, что каждая арка стоит на своеобразном «балкончике». Третий ярус-резонаторный, в плане круглой формы, по сторонам света прорезан арками, украшенными филенкой. Простенки между арками рустированны аналогично первому ярусу. Колокольня перекрыта сферическим вытянутым по вертикали, куполом в котором над каждой аркой прорезаны круглые резонаторные отверстия. На вершине купола установлен граненый шпиль сложной геометрической формы. По утверждению Козловского на колокольне так же имелись часы.
Изображений внутреннего пространства храма не сохранилось. Известно что храм имел два придела: во имя Николая Чудотворца и Дмитрия Солунского, тем самым сохранялась преемственность от ранее существовавших здесь храмов. Описания его в литературных источниках так же не встречается, за исключением статьи Козловского:
…иконостас, искусно вырезанный и снабженный правильно размещёнными колоннами, ярко вызолочен и вмещает большие местные образа в серебряных ризах. В алтаре находится большой прекрасной живописи образ Благовещенья Пресвятой Богородицы. Нельзя лучше избрать места для помещения его; при священнодействии, когда отворяются Царские врата, видишь над престолом как будто парящего Ангела, сияющего красотой небесной, с лилиею в руке, благовествующего о воплощении Сына Вышнего, для человеческого спасения; божественная Дева красоты неописанной, упав на колени, внимает словам Божья посланника; при виде сего поражаешься каким-то благоговением; кажется слышишь: «радуйся, Благодатная». По сторонам сего изображения поставлены два образа Святых первоверховных Апостолов Петра и Павла, Итальянской работы; на стенах хорошей живописью изображены 4 Евангелиста, 12 Апостолов и некоторые деяния из Священной Истории. В приделах образа по большой части старинные в серебряных окладах. Нельзя однако не пожалеть, что два образа Живоначальной Троицы и Пресвятой Богородицы покрыты серебряными ризами; ибо богатство их не заменяет красоты живописи. Богатая ризница также заслуживает внимание. Колокольня украшена часами и один из колоколов весом в 420 пудов.

## Фотографии
- Вид на северо-западную часть
- Вид на площадь и современную Кооперативную улицу
- Торговая площадь возле Северного фасада. Вид из окон дворца С. П. Татищева
- Торговые постройки у южного фасада
- Восточный и Северные фасады. Святые врата
- Западный фасад. Предположительно открытка 1912 года
- Южный фасад и торговые постройки
- Торговая постройка у Северного фасада
- Хлебокомбинат в торговых и складских помещениях у Северного фасада
- Торговые помещения у Южного фасада. На заднем плане по центру кадра виден храм Сергия Радонежского